# Plestiodon capito
Plestiodon capito (сцинк Гейла) — вид сцинкоподібних ящірок родини сцинкових (Scincidae). Ендемік Китаю.

## Поширення і екологія
Сцинки Гейла мешкають на півночі Китаю, в провінціях Хебей, Хубей, Ляонін, Шеньсі, Ганьсу, Нінся, Гуйчжоу і Хенань, можливо, також у Внутрішній Монголії. Вони живуть на луках, галявинах і узліссях та серед скель. Ведуть денний спосіб життя, живляться комахами.